# Principado de Zeta
```
   |-
       |
Erro:
:  
valor não especificado para "
nome_comum
"
```

Principado de Zeta refere-se ao período no qual Zeta foi governado pelas famílias Balšić, Lazarević/Branković e Crnojević, iniciando na segunda metade do século XIV até a conquista otomana em 1514. Zeta se tornou virtualmente independente durante a queda do Império Sérvio, quando Balša e se seus filhos conseguiram dominar a região exterminando Žarko em Zeta Inferior (1360) e depois Đuraš Ilijić em Zeta Superior (1362). 

## Monarcas

### Balšić
- Balša I (1356–1362)
- Đurađ I (1362–1378)
- Balša II (1378–1385)
- Đurađ II (1385–1403)
- Balša III (1403–1421)

### Lazarević / Branković
- Déspota Estêvão Lazarević (Stefan; 1421–1427)
- Déspota Đurađ Branković (1427–1435)

### Crnojević
- Gojčin Crnojević (1435–1451)
- Estêvão I Crnojević (Stefan; 1451–1465)
- João Crnojević (Ivan; 1465–1490)
- Đurađ Crnojević (1490–1496)
- Estêvão II Crnojević (Stefan; 1496–1498)